# Homalotylus cockerelli
Homalotylus cockerelli är en stekelart som beskrevs av Timberlake 1919. Homalotylus cockerelli ingår i släktet Homalotylus och familjen sköldlussteklar. Inga underarter finns listade i Catalogue of Life.